# Gōtsu
Gōtsu  (japanska: 江津市 ?, Gōtsu-shi) är en stad i Shimane prefektur i Japan. Staden fick stadsrättigheter 1954.